# کنتاویوس کالدول-پاپ
کنتاویوس کالدول-پاپ (انگلیسی: Kentavious Caldwell-Pope، زاده ۱۸ فوریه ۱۹۹۳) بازیکن بسکتبال اهل ایالات متحده آمریکا است. وی سابقه بازی در تیم دیترویت پیستونز را در کارنامه دارد. او در حال حاضر بازیکن تیم لس آنجلس لیکرز است.